# Amstel Gold Race
De Amstel Gold Race is een sinds 1966 jaarlijks in het voorjaar in de Limburgse heuvels verreden Nederlandse wielerklassieker in het profwielrennen voor mannen en vrouwen. De Amstel Gold Race werd opgericht door de wielerploegleiders Ton Vissers en Herman Krott.
De naam komt van de hoofdsponsor, het biermerk Amstel, die destijds ook het type Amstel Gold uitbracht. Tevens was Herman Krott ploegleider van de Amstel Bier amateurwielerploeg. De Nederlander Jan Raas won de wedstrijd vijf keer, een record. Men sprak in die jaren wel van de Amstel Gold Raas. In latere jaren, bij de vier overwinningen van Philippe Gilbert werd er gesproken over Monsieur Cauberg of de Amstel Gilbert Race. De Amstel Gold Race is een wielerklassieker die sinds het begin in 1989 deel uitmaakt van de wereldbeker wielrennen, en behoort tot de UCI ProTour sinds het begin in 2005, en het begin van de UCI World Calendar in 2009 en sinds het begin in 2011 van UCI World Tour.
De Amstel Gold Race is een heuvelklassieker. Ook wordt deze wel gerekend tot de Ardense klassiekers of het Ardens of Ardennen drieluik of trilogie. Dat is samen met de Waalse Pijl en Luik-Bastenaken-Luik. Ook al wordt de wedstrijd niet in de Ardennen verreden. 
De Amstel Gold Race voor vrouwen werd georganiseerd van 2001 tot en met 2003 en wordt opnieuw georganiseerd sinds 2017. De mannen en vrouwen editie vinden jaarlijks op dezelfde dag plaats. Op 3 oktober 2016 werd, in aanwezigheid van Marianne Vos en Anna van der Breggen, de nieuwe koersdirecteur Leontien van Moorsel en het parcours van de vrouwenwedstrijd gepresenteerd: de start en finish zijn, net als bij de mannen, in Maastricht en Berg en Terblijt. In 2017 reden de vrouwen in totaal 121,6 km over 17 hellingen, waaronder drie lokale rondes met, in tegenstelling tot de toenmalig aangepaste finale van de mannen, de Cauberg op 1,8 km van de finish. 
Inmiddels is het parcours en het aantal kilometer bij de vrouwen een aantal keer verlengd. En wordt in 2025 de Cauberg 5 keer aangedaan en de laatste keer nog steeds op 1,8 km van de finish. Dit betekent dat de finale van de vrouwen in 2025 gelijk is aan de aangepaste finale met de Cauberg in de finale bij de mannen. 
De wedstrijd voor vrouwen maakte in 2003 deel uit van de wereldbeker en vanaf 2017 van de World Tour.
In 2020 ging de editie bij de mannen en vrouwen vanwege de coronapandemie niet door, na eerder al verplaatst te zijn naar het einde van het wielerseizoen. De editie van een jaar later ging wel door, maar werd gehouden op een apart afgesloten lokale ronde rond Valkenburg. 
De eigenaar van het biermerk Amstel, Heineken NV, is en blijft de eigenaar van de Amstel Gold Race. De koerslicentie is na de editie van 2024 overgegaan naar Flanders Classics. Koersdirecteuren waren van 1966 tot 1996 Herman Krott en is van 1996 tot en met 2026 Leo van Vliet. Zijn opvolger is nog niet bekend. Bij de vrouwen is Leontien van Moorsel sinds 2017 koersdirectrice.

## Parcours (mannen)
De Amstel Gold Race is een wedstrijd van draaien en keren, waarin vele Zuid-Limburgse hellingen, soms meer dan eens, beklommen moeten worden. Enkele van de belangrijkste hellingen zijn de Cauberg, de Keutenberg en de Eyserbosweg. Ook worden de bekende bekende heuvels de Camerig en het Drielandenpunt (Vaalserberg) beklommen, weliswaar vroeg in de klassieker. Nadat vele jaren Meerssen (vanaf 1966 tot en met 1990, met uitzondering van 1968, toen lag de finish in Elsloo) en Maastricht (vanaf 1991 tot en met 2002) de aankomstplaatsen waren, werd vanaf 2003 de aankomststreep getrokken op de top van de Cauberg in Valkenburg. Vanaf de editie van 2013 finishten de renners twee kilometer na de top van de Cauberg bij Vilt/ Berg en Terblijt. In 2017 werd er andermaal een parcourswijziging doorgevoerd. De finalelus die traditioneel door Valkenburg liep om via de Cauberg te finishen werd uit het parcours gehaald. De koers liep nu vanaf de laatste berg, de (Bemelerberg), binnendoor naar dezelfde finishlocatie. Hierdoor lag de laatste berg niet op 1,8 km, maar op 7,4 km van de finish. De organisatie hoopte door deze wijziging te bewerkstelligen dat de koers minder gesloten zou blijven in de finale. In 2018 werden er ook nog meer smalle wegen geïntroduceerd in de finalelus, ook voor minder controle en vluchters meer kans te bieden. 
En in 2022 werd de laatse beklimming van de Gulperberg vanuit de andere kant beklommen om daarna af te dalen via Partij naar de Kruisberg.
Begin 2025 werd er in een persbericht aangekondigd dat de Cauberg terugkeert in de absolute finale van de wedstrijd voor het eerst sinds 9 jaar. Deze volgt na de lokale ronde met Geulhemmerberg en Bemelerberg en de smalle wegen en wordt voor een 3e keer beklommen. De finish ligt dan weer op de vertrouwde plek bij Vilt en Berg en Terblijt 2 km na de Cauberg.
De eerste startplaats van de Amstel Gold Race was Breda (bij het Mastbos) in 1966. Door de festiviteiten  op Koninginnedag, fietsten de renners dat jaar circa 50 kilometer meer dan gepland. De startplaats lag relatief ver van de Limburgse heuvelzone. In 1967 verhuisde de start daarop naar Helmond (Bij de fabriek van Amstel), waar de start tevens in 1968, 1969 en 1970 plaatsvond. Van 1971 tot en met 1997 vond de start plaats in Heerlen en sinds 1998 in Maastricht.
In 1993 vond voor het eerst een groot deel van de finale plaats op Belgisch grondgebied. Belangrijkste hellingen daar zijn de Hallembaye, de Saint Siméon en de Saint-Pierre. De lus door België werd in 2001 weer geschrapt, belangrijkste reden hiervoor was de MKZ-crisis. Racefietsen, volgauto's en motoren werden voor de start ontsmet. De lus door België, inclusief de tocht over de Sint-Pietersberg bij Maastricht, keerde daarna niet meer terug in het parcours. Hoewel het na de beklimming van het Drielandenpunt (Vaalserberg), via het Belgische Gemmenich meteen de grens met Nederland weer over gaat.

### Heuvels (mannen)
De editie van 2025 gaat vanaf de start op de Markt van Maastricht via 34 hellingen naar de finish tussen Vilt en Berg en Terblijt. Het is voor het eerst sinds 9 jaar dat de Cauberg weer als laatste beklimming wordt aangedaan. Deze beklimming volgt na de laatste ronde over smalle wegen waarbij de Geulhemmerberg en Bemelerberg ook moeten worden beklommen en op 2 km voor de finish dan de Cauberg nog volgt.
| 1 Maasberg 2 Adsteeg 3 Bergseweg 4 Korenweg 5 Nijswillerweg 6 Rijksweg N278 7 Wolfsberg 8 Loorberg 9 Schweibergerweg 10 Camerig 11 Drielandenpunt | 12 Gemmenich 13 Eperbaan/ Vijlenerbos 14 Eperheide 15 Gulperberg (vanaf Partij) 16 Plettenberg 17 Eyserweg 18 Schanternelsweg 19 Vrakelberg 20 Sibbergrubbe 21 Cauberg 22 Geulhemmerberg | 23 Keerderberg 24 Bemelerberg 25 Loorberg (2e maal) 26 Gulperberg (vanaf Gulpen) 27 Kruisberg 28 Eyserbosweg 29 Fromberg 30 Keutenberg 31 Cauberg (2e maal) 32 Geulhemmerberg (2e maal) 33 Bemelerberg (2e maal) 34 Cauberg (3e maal) |

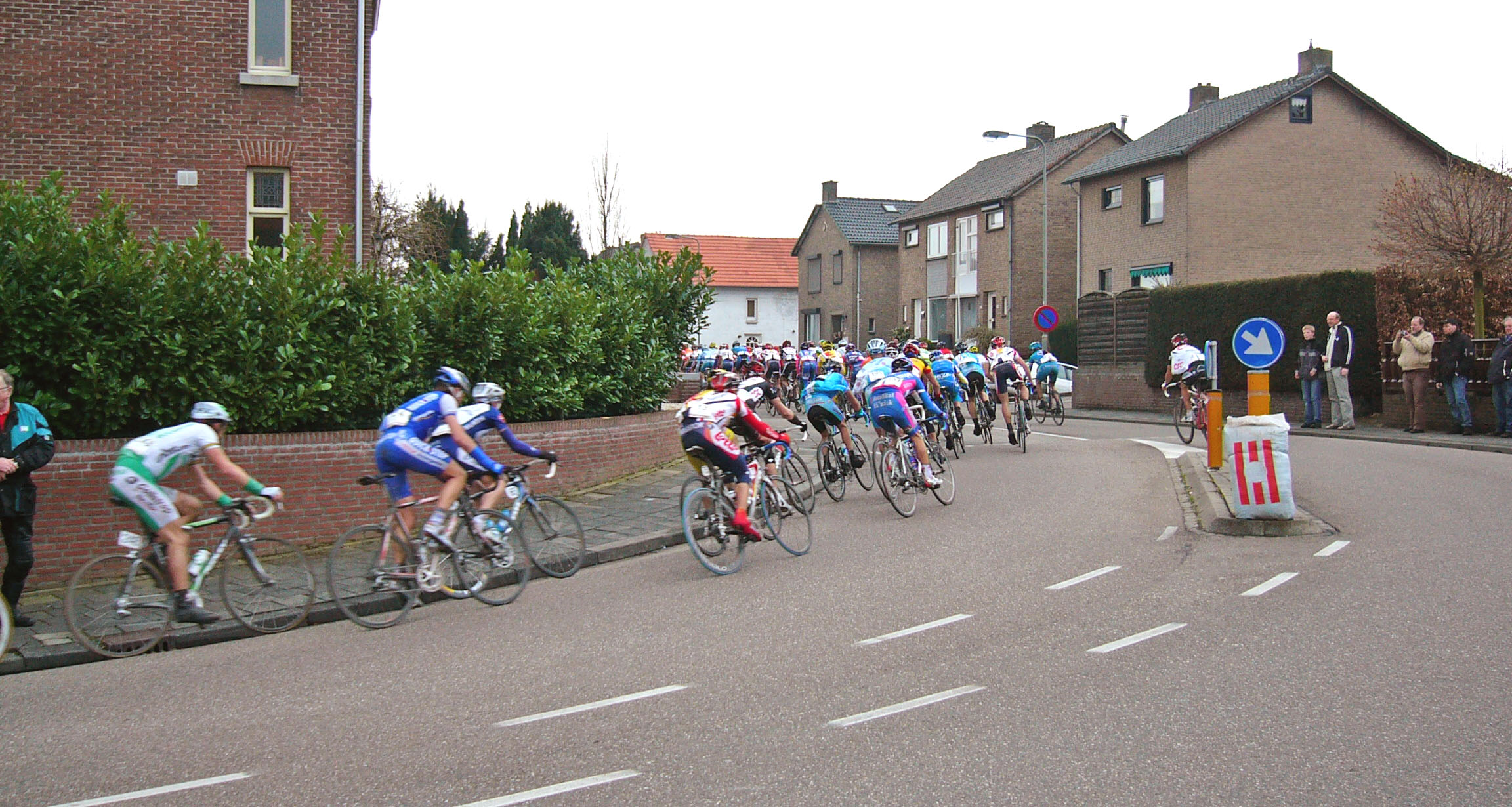
AGR 2006: Doorkomst in Berg
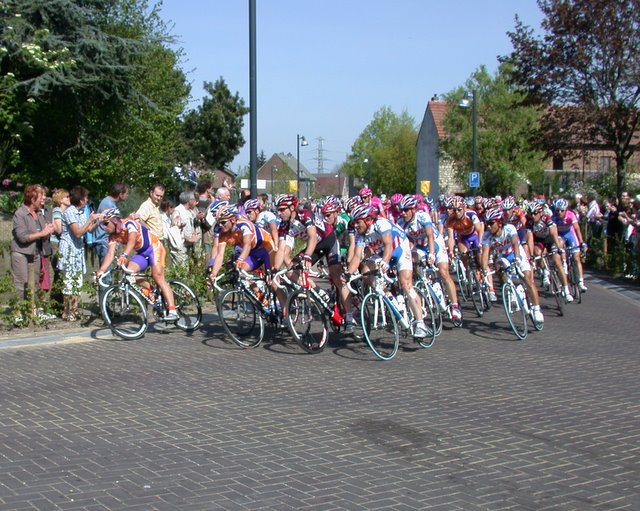
AGR 2007: Doorkomst Ubachsberg
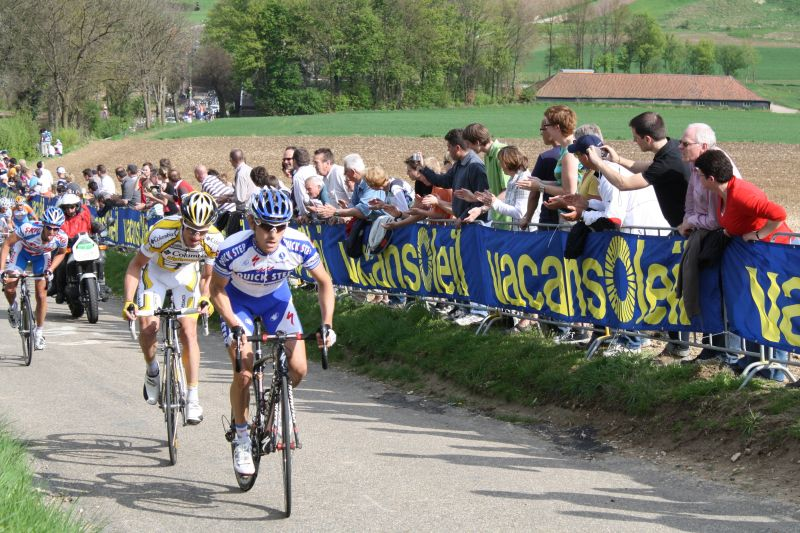
AGR 2009: De renners beklimmen de Gulperberg
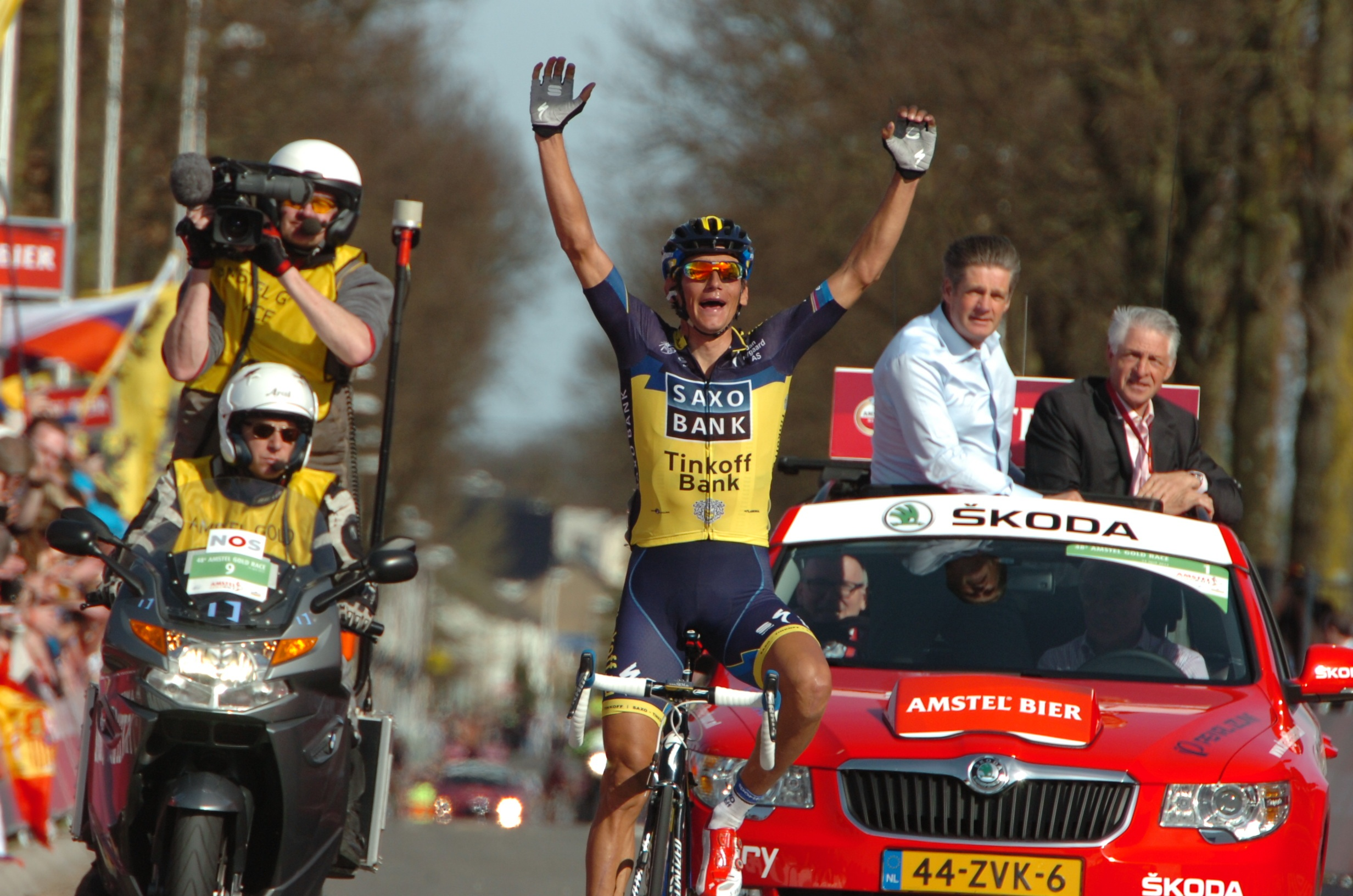
AGR 2013: winnaar Roman Kreuziger aan de finish bij Vilt en Berg en Terblijt
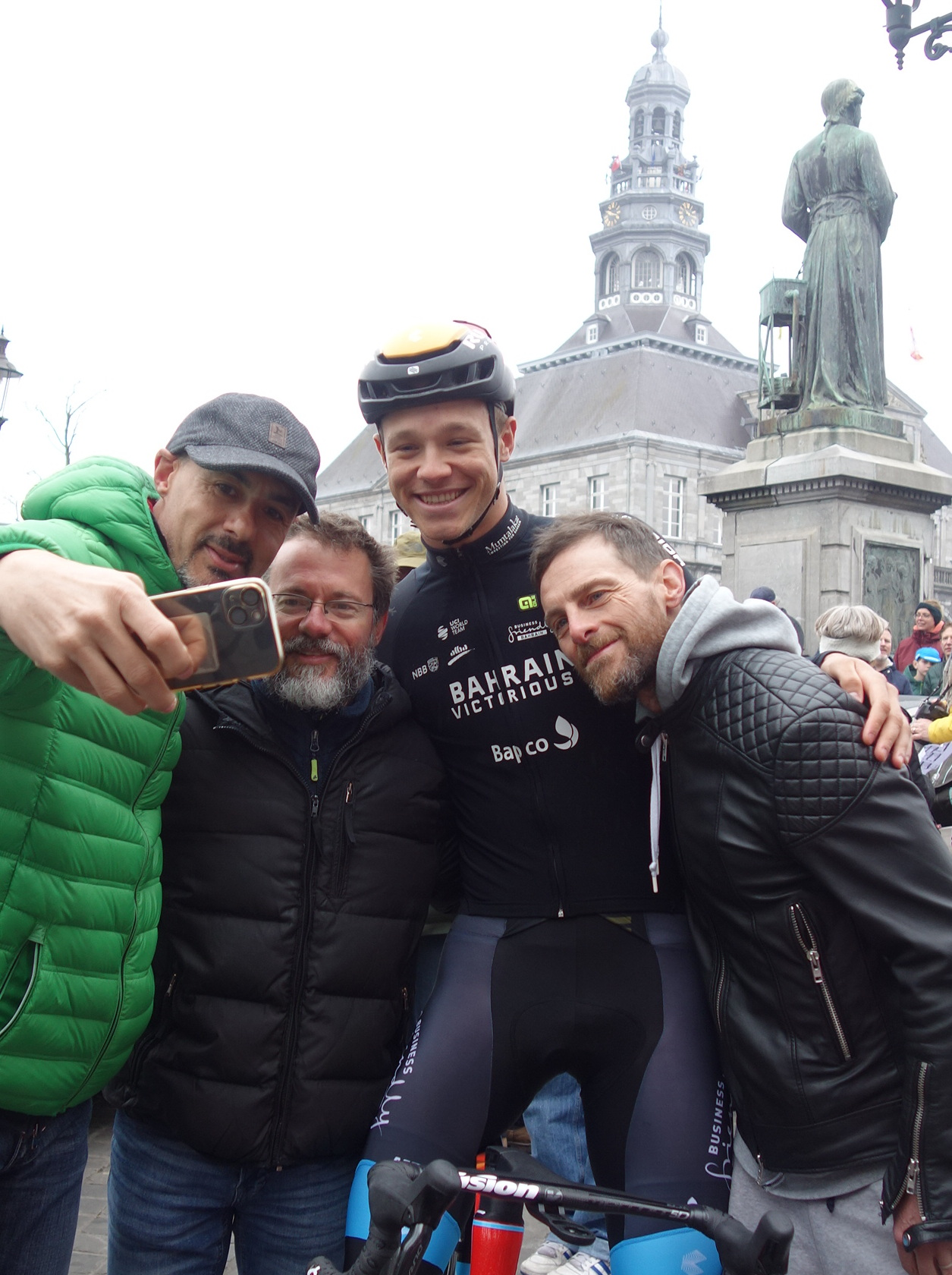
AGR 2023: Jonathan Milan aan de start in Maastricht

## Erelijst mannen
| Jaar | Winnaar                  | Tweede                   | Derde                    |
| ---- | ------------------------ | ------------------------ | ------------------------ |
| 2025 | Mattias Skjelmose        | Tadej Pogačar            | Remco Evenepoel          |
| 2024 | Tom Pidcock              | Marc Hirschi             | Tiesj Benoot             |
| 2023 | Tadej Pogačar            | Ben Healy                | Tom Pidcock              |
| 2022 | Michał Kwiatkowski       | Benoît Cosnefroy         | Tiesj Benoot             |
| 2021 | Wout van Aert            | Tom Pidcock              | Maximilian Schachmann    |
| 2020 | Niet verreden (Covid-19) | Niet verreden (Covid-19) | Niet verreden (Covid-19) |
| 2019 | Mathieu van der Poel     | Simon Clarke             | Jakob Fuglsang           |
| 2018 | Michael Valgren          | Roman Kreuziger          | Enrico Gasparotto        |
| 2017 | Philippe Gilbert         | Michał Kwiatkowski       | Michael Albasini         |
| 2016 | Enrico Gasparotto        | Michael Valgren          | Sonny Colbrelli          |
| 2015 | Michał Kwiatkowski       | Alejandro Valverde       | Michael Matthews         |
| 2014 | Philippe Gilbert         | Jelle Vanendert          | Simon Gerrans            |
| 2013 | Roman Kreuziger          | Alejandro Valverde       | Simon Gerrans            |
| 2012 | Enrico Gasparotto        | Jelle Vanendert          | Peter Sagan              |
| 2011 | Philippe Gilbert         | Joaquim Rodríguez        | Simon Gerrans            |
| 2010 | Philippe Gilbert         | Ryder Hesjedal           | Enrico Gasparotto        |
| 2009 | Sergej Ivanov            | Karsten Kroon            | Robert Gesink            |
| 2008 | Damiano Cunego           | Fränk Schleck            | Alejandro Valverde       |
| 2007 | Stefan Schumacher        | Davide Rebellin          | Danilo Di Luca           |
| 2006 | Fränk Schleck            | Steffen Wesemann         | Michael Boogerd          |
| 2005 | Danilo Di Luca           | Michael Boogerd          | Mirko Celestino          |
| 2004 | Davide Rebellin          | Michael Boogerd          | Paolo Bettini            |
| 2003 | Aleksandr Vinokoerov     | Michael Boogerd          | Danilo Di Luca           |
| 2002 | Michele Bartoli          | Sergej Ivanov            | Michael Boogerd          |
| 2001 | Erik Dekker              | Lance Armstrong          | Serge Baguet             |
| 2000 | Erik Zabel               | Michael Boogerd          | Markus Zberg             |
| 1999 | Michael Boogerd          | Lance Armstrong          | Gabriele Missaglia       |
| 1998 | Rolf Järmann             | Maarten den Bakker       | Michele Bartoli          |
| 1997 | Bjarne Riis              | Andrea Tafi              | Beat Zberg               |
| 1996 | Stefano Zanini           | Mauro Bettin             | Johan Museeuw            |
| 1995 | Mauro Gianetti           | Davide Cassani           | Beat Zberg               |
| 1994 | Johan Museeuw            | Bruno Cenghialta         | Marco Saligari           |
| 1993 | Rolf Järmann             | Gianni Bugno             | Jens Heppner             |
| 1992 | Olaf Ludwig              | Johan Museeuw            | Dmitri Konysjev          |
| 1991 | Frans Maassen            | Maurizio Fondriest       | Dirk De Wolf             |
| 1990 | Adrie van der Poel       | Luc Roosen               | Jelle Nijdam             |
| 1989 | Eric Van Lancker         | Claude Criquielion       | Steve Bauer              |
| 1988 | Jelle Nijdam             | Steven Rooks             | Claude Criquielion       |
| 1987 | Joop Zoetemelk           | Steven Rooks             | Malcolm Elliott          |
| 1986 | Steven Rooks             | Joop Zoetemelk           | Ronny Van Holen          |
| 1985 | Gerrie Knetemann         | Jozef Lieckens           | Johnny Broers            |
| 1984 | Jacques Hanegraaf        | Kim Andersen             | Patrick Versluys         |
| 1983 | Phil Anderson            | Jan Bogaert              | Jan Raas                 |
| 1982 | Jan Raas                 | Stephen Roche            | Gregor Braun             |
| 1981 | Bernard Hinault          | Roger De Vlaeminck       | Fons De Wolf             |
| 1980 | Jan Raas                 | Fons De Wolf             | Sean Kelly               |
| 1979 | Jan Raas                 | Henk Lubberding          | Sven-Åke Nilsson         |
| 1978 | Jan Raas                 | Francesco Moser          | Joop Zoetemelk           |
| 1977 | Jan Raas                 | Gerrie Knetemann         | Hennie Kuiper            |
| 1976 | Freddy Maertens          | Jan Raas                 | Luc Leman                |
| 1975 | Eddy Merckx              | Freddy Maertens          | Joseph Bruyère           |
| 1974 | Gerrie Knetemann         | Walter Planckaert        | Walter Godefroot         |
| 1973 | Eddy Merckx              | Frans Verbeeck           | Herman Vanspringel       |
| 1972 | Walter Planckaert        | Willy De Geest           | Joop Zoetemelk           |
| 1971 | Frans Verbeeck           | Gerben Karstens          | Roger Rosiers            |
| 1970 | Georges Pintens          | Willy Van Neste          | André Dierickx           |
| 1969 | Guido Reybrouck          | Jos Huysmans             | Eddy Merckx              |
| 1968 | Harrie Steevens          | Roger Rosiers            | Daniel Van Ryckeghem     |
| 1967 | Arie den Hartog          | Cees Lute                | Harrie Steevens          |
| 1966 | Jean Stablinski          | Bernard Van De Kerckhove | Jan Hugens               |

### Meervoudige winnaars
| Overwinningen | Renner             | Jaren                        |
| ------------- | ------------------ | ---------------------------- |
| 5             | Jan Raas           | 1977, 1978, 1979, 1980, 1982 |
| 4             | Philippe Gilbert   | 2010, 2011, 2014, 2017       |
| 2             | Eddy Merckx        | 1973, 1975                   |
| 2             | Gerrie Knetemann   | 1974, 1985                   |
| 2             | Rolf Järmann       | 1993, 1998                   |
| 2             | Enrico Gasparotto  | 2012, 2016                   |
| 2             | Michał Kwiatkowski | 2015, 2022                   |

### Overwinningen per land
| Overwinningen | Land                                                                               |
| ------------- | ---------------------------------------------------------------------------------- |
| 18            | Nederland                                                                          |
| 14            | België                                                                             |
| 7             | Italië                                                                             |
| 3             | Denemarken, Duitsland, Zwitserland                                                 |
| 2             | Frankrijk, Polen                                                                   |
| 1             | Australië, Kazachstan, Luxemburg, Rusland, Slovenië, Tsjechië, Verenigd Koninkrijk |

### Winst door wereldkampioen

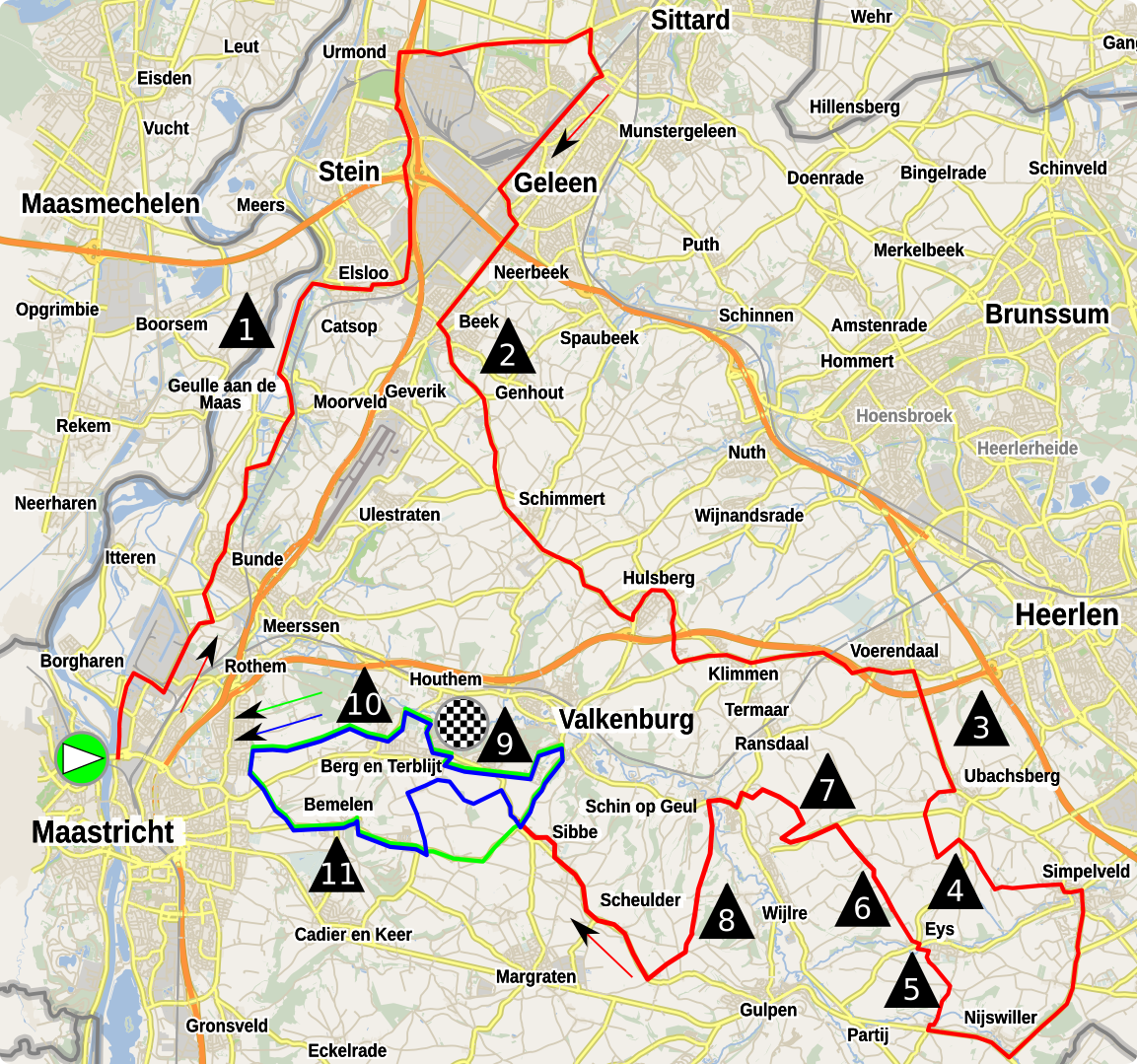
Parcours Amstel Gold Race voor Vrouwen 2024

| Jaar | Wereldkampioen     |
| ---- | ------------------ |
| 2015 | Michał Kwiatkowski |
| 1981 | Bernard Hinault    |
| 1980 | Jan Raas           |
| 1975 | Eddy Merckx        |

## Amstel Gold Race voor vrouwen
| Jaar | Eerste                        | Tweede                     | Derde                                     |
| --- | ----------------------------- | -------------------------- | ----------------------------------------- |
| 2025 | Mischa Bredewold              | Ellen van Dijk             | Puck Pieterse                             |
| 2024 | Marianne Vos                  | Lorena Wiebes              | Ingvild Gåskjenn                          |
| 2023 | Demi Vollering                | Lotte Kopecky              | Shirin van Anrooij                        |
| 2022 | Marta Cavalli                 | Demi Vollering             | Liane Lippert                             |
| 2021 | Marianne Vos                  | Demi Vollering             | Annemiek van Vleuten                      |
| 2020 | Niet verreden (Covid-19)      | Niet verreden (Covid-19)   | Niet verreden (Covid-19)                  |
| 2019 | Katarzyna Niewiadoma          | Annemiek van Vleuten       | Marianne Vos                              |
| 2018 | Chantal Blaak                 | Lucinda Brand              | Amanda Spratt                             |
| 2017 | Anna van der Breggen          | Elizabeth Deignan          | Katarzyna Niewiadoma Annemiek van Vleuten |
| 2004 t/m 2016: Wedstrijd niet georganiseerd, maar wel: 2004 t/m 2016 Holland Hills Classic en 2007 t/m 2010 Dolmans Heuvelland Classic |                               |                            |                                           |
| 2003 | Nicole Cooke                  | Olivia Gollan              | Edita Pučinskaitė                         |
| 2002 | Leontien Zijlaard-van Moorsel | Mirjam Melchers-van Poppel | Katherine Bates                           |
| 2001 | Debby Mansveld                | Mirjam Melchers-van Poppel | Leontien Zijlaard-van Moorsel             |

### Meervoudige winnaressen
| Overwinningen | Wielrenster  | Jaren      |
| ------------- | ------------ | ---------- |
| 2             | Marianne Vos | 2021, 2024 |

### Overwinningen per land
| Overwinningen | Land                               |
| ------------- | ---------------------------------- |
| 8             | Nederland                          |
| 1             | Italië, Polen, Verenigd Koninkrijk |

### Winst door wereldkampioen
| Jaar | Wereldkampioen |
| ---- | -------------- |
| 2018 | Chantal Blaak  |

## Toerversie
Sinds 2001 wordt er naast de wedstrijd voor de profs ook een toerversie (cyclosportive) voor amateurs, recreatieve fietsers en andere geïnteresseerden georganiseerd. De deelnemers hebben de keuze tussen een traject van 60, 100, 125, 150, 200 of 250 km. Alle deelnemers krijgen een rugnummer, bikechip (voor het vastleggen van tijden en het herkennen van foto- en videopassages) en een nummerbordje. Onderweg bestaat de mogelijkheid energie bij te tanken in de daarvoor ingerichte revitaliseringsposten. Net als in de wedstrijdklassieker bereiken de deelnemers na een pittige eindklim de top van de Cauberg en vlak daarna de finishplaats. Over het algemeen wordt de inschrijving voor dit evenement binnen twee weken gesloten, omdat dan alle ongeveer 15.000 startkaarten uitverkocht zijn. In 2009 vond een ware run op startkaarten plaats. Dit resulteerde in een zeer overbelaste website. Binnen dertig uur waren dan ook alle startbewijzen uitverkocht. In 2010 kwam er een vernieuwde website, en daarmee een verbeterde bereikbaarheid van de mogelijkheid tot inschrijving, een uitverkoop in recordtijd van slechts 38 minuten waarin  12.000 startbewijzen verkocht werden.

## Trivia
- Bij Geulhem vlak voor de Geulhemmerberg is een klein stukje (eigen) weg vernoemd naar Hennie Kuiper die deze nam en daarmee de bocht afsneed tijdens de Amstel Gold Race 1982, de Hennie Kuiper-allee.

- Ook naar Mathieu van der Poel is een weg van de Gold Race vernoemd. De Oeveregrubbe, de smalle baan bij Terblijt waar hij zijn bekende comeback tijdens de Amstel Gold Race 2019 uitvoerde, wordt sinds juni 2019 de Mathieu van der Poel Allee genoemd.

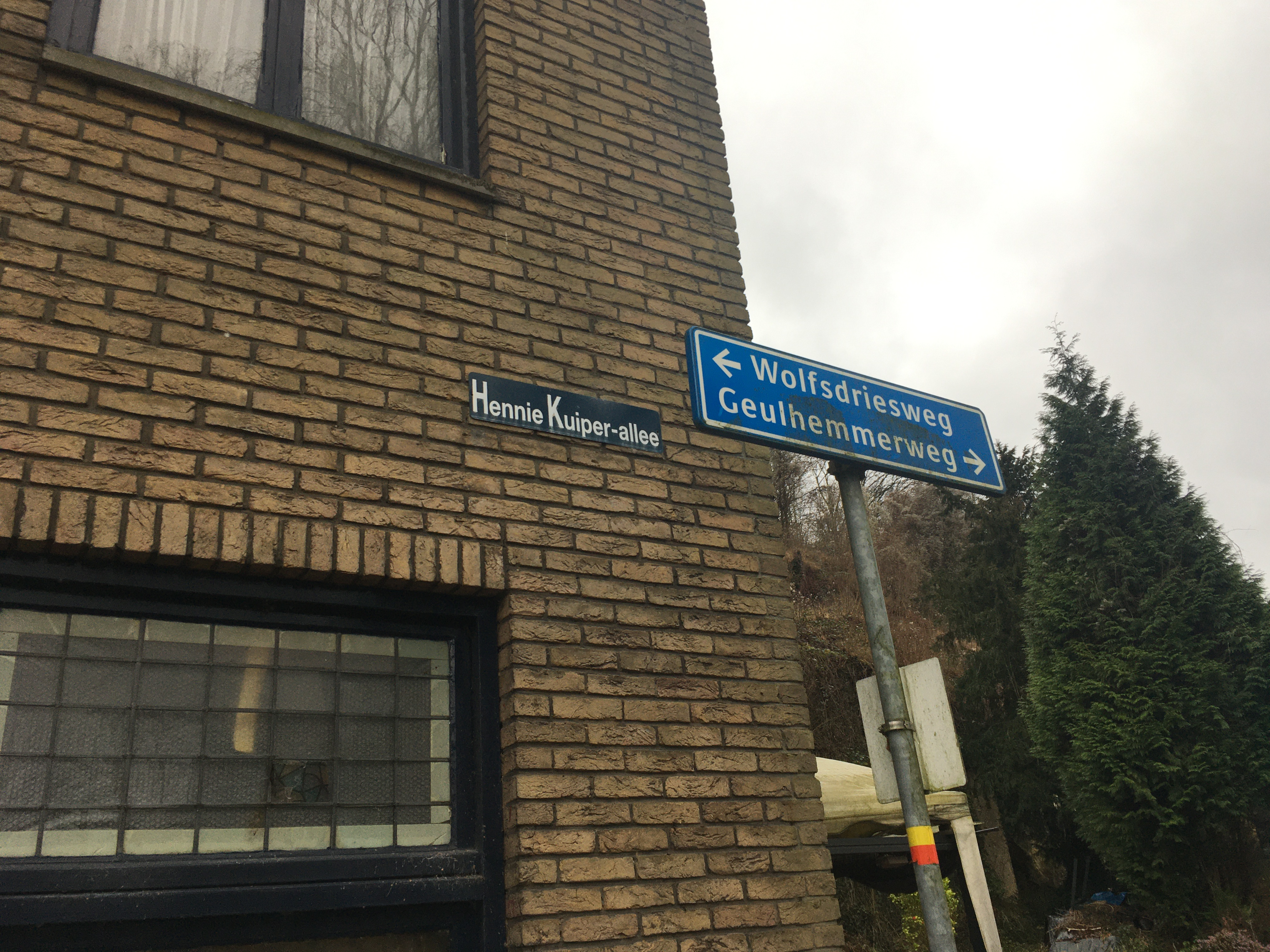
Hennie Kuiper allee

- Er werd ook 13 jaar lang de Amstel Curaçao Race verreden, van 2002 tot en met 2014. Deze werd verreden na afloop van het wielerseizoen op het Caraïbische eiland Curaçao.